# Bisschoppelijk Mandement van 1954
Het Bisschoppelijk Mandement van 1954 getiteld De katholiek in het openbare leven van deze tijd was een herderlijk schrijven van de Nederlandse katholieke bisschoppen openbaar gemaakt op 30 mei 1954. Hierin verwierpen de bisschoppen elke scheiding tussen godsdienst en leven, terwijl zij de gelovigen aanspoorden zich in te zetten voor de maatschappij door actief werkzaam te zijn in de katholieke sociale organisaties en hun eenheid op staatkundig terrein te bewaren. Daarom werd het katholieken ook verboden lid te zijn van socialistische organisaties. De bisschoppen zetten onthouding van de sacramenten in als sanctie om gelovigen maatschappelijk en politiek te beïnvloeden.

## Katholiek engagement
Het schrijven benadrukte in het eerste deel dat katholieken zich voor de maatschappij moesten inzetten door deelname aan katholieke organisaties. De bisschoppen verwierpen elke scheiding tussen godsdienst en leven. In het derde deel wezen de bisschoppen "het liberalisme in zijn nieuwe vorm" af, evenals "het Goddeloze humanisme", dat in de gestalte van het Humanistisch Verbond gelijke rechten trachtte te verwerven voor geestelijke verzorging van onkerkelijken. Zij waarschuwden tegen de denkbeelden van de Nederlandse Vereniging voor Seksuele Hervorming, die de rooms-katholieke zedenleer over het geslachtsleven en het huwelijk aantastten. Het lidmaatschap van organisaties, zoals de VARA (Vereniging Arbeiders Radio Amateurs) en de socialistische vakvereniging NVV, werd verboden. Regelmatig naar de VARA luisteren en socialistische kranten lezen werd veroordeeld, evenals het lezen of verspreiden van communistische geschriften of bladen. Wie de materialistische en antichristelijke beginselen van de communisten zou belijden en vooral wie deze zou verdedigen of verspreiden, werd als afvallige van het katholiek geloof aangemerkt en kon worden getroffen door excommunicatie. Het lidmaatschap van de socialistische PvdA werd katholieken ontraden, maar de uiteindelijke beslissing daarover was een zaak van het eigen geweten. Wel stelden de bisschoppen dat een doorbraak van katholieken naar de PvdA afbraak van de eigen katholieke partij (KVP) betekende.

## Ontvangst
De KAB (Katholieke Arbeidersbeweging) en het Christelijk Nationaal Vakverbond (CNV) reageerden instemmend op het mandement. De reacties van doorbraaksocialisten zoals Joan Willems waren negatief. Het betoog in het eerste deel van het bisschoppelijk schrijven betrof de katholieke inzet voor de maatschappij. De meeste aandacht ging uit naar het derde deel waarin de nadruk ligt op verbodsbepalingen. De katholieken in de PvdA, zoals Willems, Ruygers, van Lier en Tans, verlieten de partij niet. Het Mandement zorgde mede voor de terugkeer van de KNP onder leiding van oud-minister Welter in de KVP. De KNP werd opgeheven en onder meer Welter kreeg een plaats op de KVP-kandidatenlijst.
Het mandement had op veel gelovigen een averechtse uitwerking. In de jaren die er op volgden zijn de fundamenten gelegd voor de roerige vernieuwingsbeweging die katholiek Nederland in de tweede helft van de jaren zestig heeft meegemaakt. In tijdsperspectief kan het mandement worden gezien als een laatste serieuze poging van de Nederlandse bisschoppen om de afbraak van de verzuiling tegen te gaan en de katholieken te manen een eenheid te blijven, ook in politiek opzicht.

## Politieke gevolgen
De verhoudingen tussen PvdA en KVP verslechterden door het mandement, maar tot een breuk tussen beide regeringspartijen kwam het niet. De verkiezingen van 1956 zouden echter fel zijn. In 1955 ontstond een korte crisis en in 1956 verliep de formatie - nadat de PvdA de grootste partij was geworden - uiterst moeizaam.